# Bâton de quartier
Les bâtons de quartier sont des perches de bois servant à contrôler à certains endroits la marche des chalands de Loire. Ils sont plantés dans le sable du fond, l'autre extrémité restant fixée au chaland au niveau des arronçoirs. Ils sont ensuite ramenés à bord au moyen d'un cordage, le lican.